# Чеченський нахар
Чеченський на́хар (чеч. noxçiyn naxar, нохчийн нахар) — валюта, що мала стати офіційною грошовою одиницею невизнаної Чеченської республіки Ічкерія. Курс нахара до долара США повинен був складати один до одного.

## Історія
1994 року у Великій Британії було надруковано банкноти в 1, 3, 5, 10, 20, 50, 100, 500 і 1000 нахарів, датовані 1995 роком. Втім є альтернативні свідчення про те, що банкноти друкували в німецькому Мюнхені. До цього Ічкерія не визнала реформу 1993 року і використовувала в обігу банкноти радянського карбованця зразка 1961—1992 року, а також банкноти російського рубля 5 000 і 10 000 рублів зразка 1992 року.
Нахар не було введено в обіг. За однією версією, майже всі надруковані банкноти знищили російські федеральні війська під час штурму Грозного; за іншою, — зберігаються в Мюнхені.

## Опис
Було надруковано банкноти номіналом в 1, 3, 5, 10, 20, 50, 100, 500 і 1000 нахарів. Номінал на банкнотах номіналом 1, 3 і 5 нахарів було вказано безпосередньо в нахарах, а на банкнотах номіналом 10, 20, 50, 100, 500 і 1000 нахарів — у десятках нахарів.
З обох боків кожної банкноти зверху був напис Noxçiyn Respublikan Paçẋalqan Axça (Гроші Державного Банку Чеченської Республіки), внизу — словесне позначення номіналу: один, три, п'ять нахарів або один, два, п'ять десятків і так далі.
На банкнотах номіналом 1, 3 і 5 нахарів у правому верхньому кутку був напис: Dala Dinnarg Xir Du (На все воля Божа), в правому нижньому кутку було вказано восьмизначний номер банкноти в серії з великою літерою і сім'ю цифрами за нею.
На лицьовій стороні кожної купюри стоїть підпис міністра економіки і фінансів Чеченської Республіки Ічкерії Таймаза Абубакарова (праворуч) і Голови Національного банку Чеченської Республіки Нажмудіна Увайсаєва (зліва).
|  |  | 1    | н/д | чорно-зелений темно-зелений | зображення державного гербу Чеченської Республікі Ічкерія               | зображення нафтопереробного підприємства                           | н/д | 1995 |
|  |  | 3    | н/д | чорно-зелений темно-зелений | зображення танцюючого чоловіка                                          | два коні, що пасуться                                              | н/д | 1995 |
|  |  | 5    | н/д | чорно-зелений темно-зелений | зображення вершника в бурці                                             | три дівчини з глечиками                                            | н/д | 1995 |
|  |  | 10   | н/д | темно-зелений чорний        | зображення дівчини, що тримає в руках таріль із фруктами і глечиком     | пейзаж із нафтовими вежами і штанговим насосом на передньому плані | н/д | 1995 |
|  |  | 20   | н/д | темно-зелений чорний        | зображення жінки, що тримає перед собою шаблю, на тлі гірського пейзажу | три гарцюючі вершники                                              | н/д | 1995 |
|  |  | 50   | н/д | темно-зелений чорний        | зображення старого з посохом і терезами                                 | зображення президентського палацу в Грозному                       | н/д | 1995 |
|  |  | 100  | н/д | темно-зелений чорний        | зображення вершника на коні                                             | група озброєних чоловіків у традиційному одязі                     | н/д | 1995 |
|  |  | 500  | н/д | темно-зелений чорний        | портрет імама Шаміля                                                    | гірський пейзаж із чеченською бойової вежею                        | н/д | 1995 |
|  |  | 1000 | н/д | темно-зелений чорний        | портрет шейха Мансура                                                   | три вершники                                                       | н/д | 1995 |